# Constitució de Palau
La Constitució de Palau (palauès: Uchetemel a llach er a beluu er a Belau) és el document de govern i la llei suprema de la República de Palau. Va ser aprovada per la Convenció Constitucional de Palau del 28 de gener al 2 d'abril de 1979, i va ser ratificada en el Tercer Referèndum de la Constitució el 9 de juliol de 1980. Va entrar finalment en vigor l'1 de gener de 1981.
El II Conveni Constitucional certifica les propostes de modificació de la Constitució de la República de Palau que van ser degudament aprovades per majoria de vots dels Delegats el 15 de juliol de 2005.

## Contingut
La constitució inclou un preàmbul i 15 articles:
- Preàmbul
- ARTICLE I. Territori
- ARTICLE II. Sobirania i supremacia
- ARTICLE III. Ciutadania
- ARTICLE IV. Drets fonamentals
- ARTICLE V. Drets tradicionals
- ARTICLE VI. Responsabilitats del Govern Nacional
- ARTICLE VII. Sufragi
- ARTICLE VIII. Executiu
- ARTICLE IX. Olbiil Era Kelulau
- ARTICLE X. Judicial
- ARTICLE XI. Governs de l'Estat
- ARTICLE XII. Finances
- ARTICLE XIII. Provisions generals
- ARTICLE XIV. Esmenes
- ARTICLE XV. Transició